# 瑟勒斯
瑟勒斯（英語：Thurles）是位於愛爾蘭共和國蒂珀雷里郡的一座小鎮。瑟勒斯有著悠久的歷史，在古代時這裡就有人生活。2011年時，瑟勒斯都市區有人口7,933人。現在瑟勒斯是一座商業城鎮。瑟勒斯鎮上的主要旅遊景點有瑟勒斯主教座堂等。

## 外部連結
- Thurles town
- Thurles Information （页面存档备份，存于）
- Thurles Town Council
- Tipperary Institute
- St. Mary's Famine & War Museum
- The Source Arts Centre （页面存档备份，存于）
- Hidden Tipperary （页面存档备份，存于）